# Kanton Thiberville
Der Kanton Thiberville war von 1790 bis 2015 ein französischer Wahlkreis im Arrondissement Bernay, im Département Eure und in der Region Haute-Normandie; sein Hauptort war Thiberville, Vertreter im Generalrat des Départements war zuletzt von 2001 bis 2015 Guy Paris.
Der 21 Gemeinden umfassende Kanton Thiberville war 159,95 km² groß und hatte 7376 Einwohner (Stand: 2012).

## Geschichte
Der Kanton Thiberville wurde am 21. Februar 1790 gegründet und umfasste damals die 20 Gemeinden Barville, Bazoques, Boissy-Lamberville, Bournainville, La Chapelle-Hareng, Drucourt, Duranville, Le Favril, Folleville, Fontaine-la-Louvet, Fontenelle, Giverville, Heudreville, Piencourt, Les Places, Le Planquay, Saint-Aubin-de-Scellon, Saint-Léger-de-Glatigny, Le Theil-Nolent und Thiberville. Die Gemeinden Saint-Germain-la-Campagne, Saint-Mards-de-Fresne, Faverolles-les-Mares und Saint-Vincent-du-Boulay wurden im Jahr IX der Revolution (1800/1801) in den Kanton eingegliedert. Fontenelle und Saint-Léger-de-Glatigny wurden 1845 nach Fontaine-la-Louvet eingemeindet. Faverolles-les-Mares wurde 1964 nach Bournainville eingemeindet.
Von 1803 bis 1940 wählte der Kanton einen oder zwei Abgeordnete für den Rat des Arrondissements Bernay. Von 1803 bis 2015, mit Unterbrechungen in den Jahren 1868 und 1871, stellte der Kanton einen Abgeordneten des Generalrats des Départements Eure in Évreux.

## Gemeinden
| Gemeinde                  | Einwohner | Code postal | Code Insee |
| ------------------------- | --------- | ----------- | ---------- |
| Barville                  | 61        | 27230       | 27042      |
| Bazoques                  | 136       | 27230       | 27046      |
| Boissy-Lamberville        | 276       | 27300       | 27079      |
| Bournainville-Faverolles  | 425       | 27230       | 27106      |
| La Chapelle-Hareng        | 79        | 27230       | 27149      |
| Drucourt                  | 614       | 27230       | 27207      |
| Duranville                | 173       | 27230       | 27208      |
| Le Favril                 | 145       | 27230       | 27237      |
| Folleville                | 173       | 27230       | 27248      |
| Fontaine-la-Louvet        | 284       | 27230       | 27252      |
| Giverville                | 270       | 27560       | 27286      |
| Heudreville-en-Lieuvin    | 106       | 27230       | 27334      |
| Piencourt                 | 147       | 27230       | 27455      |
| Les Places                | 55        | 27230       | 27459      |
| Le Planquay               | 123       | 27230       | 27462      |
| Saint-Aubin-de-Scellon    | 314       | 27230       | 27512      |
| Saint-Germain-la-Campagne | 748       | 27230       | 27547      |
| Saint-Mards-de-Fresne     | 317       | 27230       | 27564      |
| Saint-Vincent-du-Boulay   | 267       | 27230       | 27613      |
| Le Theil-Nolent           | 186       | 27230       | 27627      |
| Thiberville               | 1537      | 27230       | 27629      |

## Bevölkerungsentwicklung
| 1962 | 1968 | 1975 | 1982 | 1990 | 1999 | 2007 |
| ---- | ---- | ---- | ---- | ---- | ---- | ---- |
| 5621 | 6078 | 6058 | 6367 | 6463 | 6436 | 6737 |